# ジョシュ・エメット
￼ジョシュ・エメット（Josh Emmett、1985年3月4日 - ）は、アメリカ合衆国の総合格闘家。アリゾナ州フェニックス出身。チーム・アルファメール所属。UFC世界フェザー級ランキング8位。

## 来歴
幼い頃からアマチュアレスリングを始め、大学まで継続。大学卒業後はユライア・フェイバーの元で総合格闘技のトレーニングをしながら、ブラジリアン柔術を経験した。
2011年10月8日、プロデビュー。その後、9戦全勝の戦績でUFCと契約した。

### UFC
2016年5月8日、UFC初参戦となったUFC Fight Night: Overeem vs. Arlovskiでジョン・タックと対戦し、2-1の判定勝ち。
2017年4月8日、UFC 210でデズモンド・グリーンと対戦し、1-2の判定負け。キャリア初黒星を喫した。
2017年12月16日、フェザー級転向初戦となったUFC on FOX 26でフェザー級ランキング3位のリカルド・ラマスと対戦し、1R終盤に左フックで失神KO勝ち。この試合は、エメットが2.5ポンドの体重超過をしたためキャッチウェイト契約で行われた。
2018年2月24日、UFC on FOX 28でフェザー級ランキング8位のジェレミー・スティーブンスと対戦し、2Rに左フックでダウンを奪われ、グラウンドの肘打ちで失神KO負け。
2019年7月13日、UFC Fight Night: de Randamie vs. Laddでフェザー級ランキング12位のミアサド・ベクティックと対戦し、パウンドで1RTKO勝ち。パフォーマンス・オブ・ザ・ナイトを受賞した。
2020年6月20日、UFC on ESPN: Blaydes vs. Volkovでフェザー級ランキング10位のシェーン・ブルゴスと対戦し、3-0の判定勝ち。ファイト・オブ・ザ・ナイトを受賞した。試合後の診断でエメットは1Rで左膝の前十字靱帯の断裂や内側側副靱帯の部分断裂などの重傷を負っていたことがわかった。
2021年12月11日、約1年半ぶりの復帰戦となったUFC 269でフェザー級ランキング9位のダン・イゲと対戦し、3-0の判定勝ち。
2022年6月18日、UFC on ESPN: Kattar vs. Emmettでフェザー級ランキング4位のカルヴィン・ケイターと対戦し、2-1の5R判定勝ち。ファイト・オブ・ザ・ナイトを受賞した。
2023年2月11日、UFC 284のUFC世界フェザー級暫定王座決定戦でフェザー級ランキング2位のヤイール・ロドリゲスと対戦し、三角絞めで2R一本負け。王座獲得に失敗した。
2023年6月24日、UFC on ABC: Emmett vs. Topuriaでフェザー級ランキング9位のイリア・トプリアと対戦し、0-3の5R判定負け。ファイト・オブ・ザ・ナイトを受賞した。
2023年12月16日、UFC 296でフェザー級ランキング10位のブライス・ミッチェルと対戦し、右フックで1R失神KO勝ち。パフォーマンス・オブ・ザ・ナイトを受賞した。

## 戦績
| 総合格闘技 戦績 | 総合格闘技 戦績 | 総合格闘技 戦績 | 総合格闘技 戦績 | 総合格闘技 戦績 | 総合格闘技 戦績 | 総合格闘技 戦績 |
| --------------- | --------------- | --------------- | --------------- | --------------- | --------------- | --------------- |
| 24 試合         | (T)KO           | 一本            | 判定            | その他          | 引き分け        | 無効試合        |
| 19 勝           | 7               | 2               | 10              | 0               | 0               | 0               |
| 5 敗            | 1               | 1               | 3               | 0               | 0               | 0               |

| 勝敗 | 対戦相手                   | 試合結果                           | 大会名                                                                         | 開催年月日     |
| ×    | リローン・マーフィー       | 5分5R終了 判定0-3                  | UFC on ESPN 65: Emmett vs. Murphy                                              | 2025年4月5日   |
| ○    | ブライス・ミッチェル       | 1R 1:57 KO（右フック）             | UFC 296: Edwards vs. Covington                                                 | 2023年12月16日 |
| ×    | イリア・トプリア           | 5分5R終了 判定0-3                  | UFC on ABC 5: Emmett vs. Topuria                                               | 2023年6月24日  |
| ×    | ヤイール・ロドリゲス       | 2R 4:19 三角絞め                   | UFC 284: Makhachev vs. Volkanovski 【UFC世界フェザー級暫定王座決定戦】         | 2023年2月11日  |
| ○    | カルヴィン・ケイター       | 5分5R終了 判定2-1                  | UFC on ESPN 37: Kattar vs. Emmett                                              | 2022年6月18日  |
| ○    | ダン・イゲ                 | 5分3R終了 判定3-0                  | UFC 269: Oliveira vs. Poirier                                                  | 2021年12月11日 |
| ○    | シェーン・ブルゴス         | 5分3R終了 判定3-0                  | UFC on ESPN 11: Blaydes vs. Volkov                                             | 2020年6月20日  |
| ○    | ミアサド・ベクティック     | 1R 4:25 TKO（パウンド）            | UFC Fight Night: de Randamie vs. Ladd                                          | 2019年7月13日  |
| ○    | マイケル・ジョンソン       | 3R 4:14 KO（右フック）             | UFC on ESPN 2: Barboza vs. Gaethje                                             | 2019年3月30日  |
| ×    | ジェレミー・スティーブンス | 2R 1:35 KO（グラウンドでの肘打ち） | UFC on FOX 28: Emmett vs. Stephens                                             | 2018年2月24日  |
| ○    | リカルド・ラマス           | 1R 4:33 KO（左フック）             | UFC on FOX 26: Lawler vs. dos Anjos                                            | 2017年12月16日 |
| ○    | フェリペ・アランテス       | 5分3R終了 判定3-0                  | UFC Fight Night: Cowboy vs. Till                                               | 2017年10月21日 |
| ×    | デズモンド・グリーン       | 5分3R終了 判定1-2                  | UFC 210: Cormier vs. Johnson 2                                                 | 2017年4月8日   |
| ○    | スコット・ホルツマン       | 5分3R終了 判定3-0                  | UFC on FOX 22: VanZant vs. Waterson                                            | 2016年12月17日 |
| ○    | ジョン・タック             | 5分3R終了 判定2-1                  | UFC Fight Night: Overeem vs. Arlovski                                          | 2016年5月8日   |
| ○    | クリストス・ジアゴス       | 3R 2:21 TKO                        | West Coast Fighting Championship 16 【ISCFプロカリフォルニア州タイトルマッチ】 | 2016年1月23日  |
| ○    | ロッキー・ジョンソン       | 1R 2:45 肩固め                     | KOTC: Total Elimination                                                        | 2015年10月3日  |
| ○    | ブランドン・リチェッティ   | 5R 0:24 負傷判定3-0                | West Coast Fighting Championship 12 【WCFCライト級タイトルマッチ】             | 2014年11月15日 |
| ○    | トニー・ロス               | 5分3R終了 判定3-0                  | West Coast Fighting Championship 11                                            | 2014年9月13日  |
| ○    | トレメイン・スミス         | 1R 2:28 TKO                        | West Coast Fighting Championship 9                                             | 2014年4月26日  |
| ○    | アディン・ドゥエニャス     | 5分3R終了 判定3-0                  | West Coast Fighting Championship 8                                             | 2014年2月15日  |
| ○    | ノア・シュナーブル         | 1R 0:45 TKO                        | West Coast Fighting Championship 7                                             | 2013年11月16日 |
| ○    | マイク・ライアン           | 1R 1:52 ギロチンチョーク           | West Coast Fighting Championship 6                                             | 2013年8月3日   |
| ○    | エミリオ・ゴンザレス       | 5分3R終了 判定3-0                  | Capitol Fighting Championships: Fall Classic                                   | 2011年10月8日  |

## 表彰
- UFC ファイト・オブ・ザ・ナイト（3回）
- UFC パフォーマンス・オブ・ザ・ナイト（2回）